# توماس هاودن فريزر
توماس هاودن فريزر (بالإنجليزية: Thomas Howden Fraser)‏ ـ (توفي في 18 مايو 1975) هو اقتصادي بريطاني. كان أستاذًا للاقتصاد بجامعة فؤاد الأول بالقاهرة (جامعة القاهرة حاليًا)، كما كان أستاذًا للاقتصاد السياسي بجامعة مانيتوبا الكندية.

## التكريم والأوسمة
كان عضوًا بالجمعية الاقتصادية الملكية (بالإنجليزية: Royal Economic Society)‏، وحصل على قلادة النيل سنة 1937. كما انتُخب زميلًا بالجمعية الملكية في إدنبرة في 1 مارس 1948.

## حياته الخاصة
تزوج فريزر من إديث ماي تومكينسون في 2 يونيو 1927، وجرت مراسم الزواج في كنيسة سانت أندرو المشيخية بالقاهرة.